# مطورك (كيدي)
مطورك (بالإنجليزية: KDevelop)‏ هو برنامج بيئة تطوير متكاملة حر لإنشاء وتحرير البرامج لسطح المكتب كيدي, يعمل على أنظمة تشغيل شبيهة ييونيكس وويندوز.
الإصدار الحالي يدعم العديد من لغات البرمجة مثل سي، جافا، بيرل، بايثون وروبي. مرخص تحت رخصة جنو العمومية.